# Hanna Dzerkal'
Hanna Leonidivna Dzerkal' (in ucraino Ганна Леонідівна Дзеркаль?; Južnoukraïns'k, 18 agosto 1987) è una nuotatrice ucraina.
Ha partecipato ai Giochi di Pechino 2008 e di Londra 2012, gareggiando in vari eventi di stile libero e rana.
Ha vinto 1 argento ai Campionati europei di nuoto in vasca corta 2006 ed 1 bronzo ai Campionati europei di nuoto in vasca corta 2012.